# Arnprior (Schottland)
Arnprior ist ein Dorf in der Council Area Stirling. Es ist eine der kleinsten Gemeinden der traditionellen schottischen Grafschaft Stirlingshire mit einer Einwohnerzahl von 109 im Jahre 1991. Im Rahmen der historischen Gliederung Schottlands in Civil Parishes zählt es zu Kippen.

## Geographie
Arnprior liegt in einer flachwelligen, dünn besiedelten und durch Landwirtschaft geprägten Gegend, etwas erhöht in der Nähe des rechten Ufers des Flusses Teith. Nicht weit entfernt befinden sich das nationale Naturreservat Flanders Moss sowie die östliche Begrenzung von Loch Lomond und Trossachs National Park, der den Lake of Menteith einbezieht.
Arnprior bildet eine der 42 Community Council Areas in der Council Area, zu der auch die kleine Siedlung Garden gehört.

## Historisches
Der Name Arnprior kommt von dem gälischen Wort earrann (zu Deutsch: „Aufteilung von Land“) und in diesem Fall besaß der Prior von Inchmahome das Land. Walter Comyn, der Graf von Menteith, gründete die Priorei 1238, also könnte der Name etwa achthundert Jahre alt sein. Es gibt weitere „Arns“ in Arnprior und Umgebung. Einige beziehen Größe (zum Beispiel Arnmore) und andere ehemalige Besitzer (zum Beispiel Arnfinlay) ein.
Das Hauptgebäude der Arnprior Farm wurde 1973 als Listed Building der Kategorie B eingestuft.

## Verkehr
Durch Arnprior verläuft die A811, die das, etwa 22 Kilometer entfernte Stirling im Osten mit Balloch im Westen verbindet. In nördlicher Richtung zweigt von ihr die B8034 ab, die, über Dykehead, zum Lake of Menteith führt. Der an ihr, etwa einen Kilometer nordwestlich von Arnprior gelegene Bahnhof Port of Monteith wurde 1856 eröffnet und 1934 für den Personenverkehr geschlossen.